# Полл, Шинобу
Шинобу М. Полл (англ. Shinobu Mailo Poll, 15 сентября 1938 — февраль 2009) — микронезийская медсестра и правозащитница, президент Совета женщин Трук в Федеративных Штатах Микронезии.

## Биография
Шинобу Полл родилась 15 сентября 1938 года, в 1958 году окончила Школу медсестер на Труке. После окончания медсестринской школы Полл ежегодно проходила дополнительное обучение и курсы повышения квалификации. С 1968 года она прошла обучение в Гавайском университете, Университете Небраски, центре Дейла Карнеги, Университете Гуама, а также во многих образовательных центрах Микронезии. С 1977 по 1979 год Полл занимала должность советника в Красном Кресте, а также занималась вопросами планирования на случай стихийных бедствий. В 1980 году она организовала и разработала волонтёрскую программу в больнице Трука. В 1981 году она участвовала в тренинге Всемирной организации здравоохранения по эпидемиологическому надзору. В 1996 году она ушла на пенсию в должности главной медсестры.
Полл была активным общественным деятелем: она участвовала в создании нескольких женских организаций, в том числе Ассоциации американских женщин Труке в 1960 году и Ассоциации молодых женщин в Моэне в 1963 году. Она вступила в Женскую христианскую ассоциацию Моэна в 1971 году и стала её президентом в 1975 году. Полл также была одной из основательниц Совета женщин Трук. Она была президентом Совета с 1997 года до своей смерти в 2009 году. Она запустила программу микрогрантов, дающую женщинам возможность брать деньги в долг для начала малого бизнеса. Она также открыла ремесленный магазин в офисе Совета и рыночный киоск — это означало, что у женщин было благоприятное место для продажи своей продукции. Как бывшая медсестра, она признавала важность санитарного просвещения и проводила программы, посвящённые борьбе с диабетом и ВИЧ/СПИДом.

## Смерть и наследие
Шинобу Полл умерла в феврале 2009 года. Её дочь Кристина Стиннетт заняла кресло президента Совета в 2010 году. В своем завещании Полл подарила Совету землю для строительства новой штаб-квартиры, названной Мемориальным центром Шинобу М. Полл. Центр расположен в Вено и был профинансирован правительством Японии. Двухэтажный центр вмещает в себя множество программ и медицинских услуг для женщин и семей. Удобная модель «одного окна» позволяет посетителям получить репродуктивную консультацию в клинике, пройти онкологический скрининг и посетить программу CWC «Расширение возможностей молодых женщин» — и все это в один день.